# Antioch, Illinois
Antioch là một làng thuộc quận Lake, tiểu bang Illinois, Hoa Kỳ. Năm 2010, dân số của làng này là 14430 người.

## Dân số
Dân số qua các năm:
- Năm 2000: 8788 người.
- Năm 2010: 14430 người.